# Raquel Infante (calciatrice)
Raquel Pega Infante (Lisbona, 19 settembre 1990) è una calciatrice portoghese, difensore del Dux Logroño.

## Carriera

### Club
Raquel Infante inizia ad ottenere dei risultati di successo nel 1º Dezembro, società portoghese di Sintra con la quale riesce ad ottenere al termine della stagione 2010-2011 il titolo di Campione del Portogallo e la Coppa nazionale.
Decide quindi di approfondire la sua esperienza in campo internazionale, lasciando il Portogallo per approdare in Spagna e giocare in Primera División, massimo livello del campionato spagnolo femminile di calcio. Nel campionato spagnolo rimane due stagioni, prima indossando la maglia biancorossa de L'Estartit assieme alla sua compagna del 1º Dezembro Carolina Mendes nel campionato 2011-2012, società dell'omonimo piccolo centro turistico della Costa Brava, per poi passare nella stagione successiva alle bianconere del Llanos de Olivenza, società di Olivenza, in Estremadura.
Nell'estate 2013 decide di trasferirsi in Italia accettando la proposta del Riviera di Romagna, società di Cervia che sta cercando un'atleta di esperienza internazionale con cui integrare la propria rosa, per giocare in Serie A, il massimo livello del campionato italiano femminile di calcio. Infante fa il suo debutto il 2 novembre 2013, nella 6ª giornata di andata della stagione 2013-2014, durante l'incontro vinto dalle giallorossoblu sul Chiasiellis per 3-2, e riesce a siglare la sua prima rete nel campionato italiano il 29 marzo 2014 alla 25ª e 10ª giornata di ritorno nella partita vinta dalla Riviera di Romagna sull'Inter Milano per 3-1. In seguito subisce un grave infortunio a un ginocchio che la costringe a subire un'operazione e un lungo periodo riabilitativo che la terrà lontano dai campi da gioco per oltre sei mesi. L'esperienza con la società si conclude quindi con un personale tabellino di una rete segnata e 15 presenze su 30 incontri di campionato.
Nel dicembre 2014, durante il calciomercato invernale, viene contattata dalla dirigenza del San Zaccaria, società del ravennate neopromossa in Serie A, che le propone di inserirla in rosa per rafforzare il proprio reparto difensivo. Infante accetta per mettere alla prova le proprie capacità al termine della riabilitazione, vestendo la maglia biancorossa in campionato per la prima volta il 24 gennaio 2015, alla 13ª giornata della stagione 2014-2015, nell'impegnativo incontro con l'AGSM Verona perso per 7-1. Anche grazie al suo apporto la stagione regolare termina con la conquista del nono posto in campionato il quale, per il regolamento introdotto in quella stagione, permette di giocarsi la definitiva salvezza ai play-off, nella partita secca contro la sua ex squadra della Riviera di Romagna.
Dopo aver disputato la stagione 2016 all'Åland United, a fine ottobre 2016 trova un accordo con la squadra spagnola del Levante, tornando a giocare nella Primera División spagnola. Al termine della stagione ha lasciato il Levante per trasferirsi al Rodez, società francese militante nella Division 1 Féminine.

### Nazionale
Infante viene convocata per indossare la maglia della Nazionale portoghese Under-19, giocando in sei incontri disputati tra il 2006 ed il 2007. Debutta il 26 settembre 2006, nella partita giocata al Wow Topkapi Stadium di Istanbul e persa per 3-1 contro le pari età dell'Ungheria, incontro valido per le qualificazioni all'edizione 2007 del Campionato europeo di categoria.
In seguito viene selezionata per la Nazionale maggiore nella quale debutta il 14 gennaio 2014 all'Estádio do Marítimo di Funchal, nell'amichevole persa per 2-1 contro la Svizzera, venendo quindi impiegata nell'edizione 2014 dell'Algarve Cup e nel corso delle qualificazioni al Campionato mondiale di Canada 2015.

## Palmarès

### Club
- Campionato portoghese: 1

1º Dezembro: 2010-2011
- Coppa del Portogallo femminile: 1

1º Dezembro: 2010-2011
- Coppa di Lega portoghese: 1

Benfica: 2019-2020